# Diocesi di Ruy Barbosa
La diocesi di Ruy Barbosa (in latino: Dioecesis Ruibarbosensis) è una sede della Chiesa cattolica in Brasile suffraganea dell'arcidiocesi di Feira de Santana. Nel 2022 contava 331.000 battezzati su 453.000 abitanti. È retta dal vescovo Estevam Santos Silva Filho.

## Territorio
La diocesi comprende 22 comuni nella parte centrale dello stato brasiliano di Bahia: Ruy Barbosa, Andaraí, Baixa Grande, Boa Vista do Tupim, Bonito, Ibiquera, Ipirá, Itaberaba, Itaeté, Lajedinho, Macajuba, Mairi, Miguel Calmon, Mundo Novo, Nova Redenção, Pintadas, Piritiba, Tapiramutá, Utinga, Várzea da Roça, Várzea do Poço e Wagner.
Sede vescovile è la città di Ruy Barbosa, dove si trova la cattedrale di Sant'Antonio.
Il territorio si estende su 25.898 km² ed è suddiviso in 24 parrocchie, raggruppate in 3 zone pastorali.

## Storia
La diocesi è stata eretta il 14 novembre 1959 con la bolla Mater Ecclesia di papa Giovanni XXIII, ricavandone il territorio dall'arcidiocesi di San Salvador di Bahia e dalle diocesi di Barra, di Bonfim, di Caetité e di Amargosa. Originariamente era suffraganea dell'arcidiocesi di San Salvador di Bahia.
Il 28 aprile 1979 ha ceduto una porzione del suo territorio a vantaggio dell'erezione della diocesi di Irecê.
Il 16 gennaio 2002 è entrata a far parte della provincia ecclesiastica dell'arcidiocesi di Feira de Santana.

## Cronotassi dei vescovi
Si omettono i periodi di sede vacante non superiori ai 2 anni o non storicamente accertati.
- Epaminondas José de Araújo † (14 dicembre 1959 - 27 ottobre 1966 nominato vescovo di Anápolis)
- José Adelino Dantas † (20 febbraio 1967 - 4 ottobre 1975 dimesso)
- Mathias William Schmidt, O.S.B. † (14 maggio 1976 - 24 maggio 1992 deceduto)
  - Sede vacante (1992-1994)
- André de Witte † (8 giugno 1994 - 15 aprile 2020 ritirato)
- Estevam Santos Silva Filho, dal 15 aprile 2020

## Statistiche
La diocesi nel 2022 su una popolazione di 453.000 persone contava 331.000 battezzati, corrispondenti al 73,1% del totale.
| anno | popolazione | popolazione | popolazione | presbiteri | presbiteri | presbiteri | presbiteri                | diaconi | religiosi | religiosi | parrocchie |
| anno | battezzati  | totale      | %           | numero     | secolari   | regolari   | battezzati per presbitero | diaconi | uomini    | donne     | parrocchie |
| ---- | ----------- | ----------- | ----------- | ---------- | ---------- | ---------- | ------------------------- | ------- | --------- | --------- | ---------- |
| 1966 | 400.000     | 450.000     | 88,9        | 21         | 12         | 9          | 19.047                    |         | 13        | 14        | 15         |
| 1970 | 472.000     | 480.000     | 98,3        | 30         | 16         | 14         | 15.733                    |         | 21        | 10        | 13         |
| 1976 | 525.300     | 534.500     | 98,3        | 32         | 21         | 11         | 16.415                    |         | 17        | 18        | 16         |
| 1980 | 633.000     | 646.000     | 98,0        | 24         | 13         | 11         | 26.375                    |         | 16        | 16        | 18         |
| 1990 | 422.000     | 468.000     | 90,2        | 20         | 8          | 12         | 21.100                    |         | 16        | 23        | 16         |
| 1999 | 350.200     | 412.000     | 85,0        | 23         | 12         | 11         | 15.226                    | 3       | 17        | 29        | 16         |
| 2000 | 367.000     | 432.159     | 84,9        | 23         | 11         | 12         | 15.956                    | 2       | 18        | 35        | 16         |
| 2001 | 358.000     | 421.840     | 84,9        | 22         | 11         | 11         | 16.272                    | 1       | 17        | 43        | 16         |
| 2002 | 361.000     | 426.000     | 84,7        | 23         | 11         | 12         | 15.695                    | 1       | 19        | 43        | 16         |
| 2003 | 358.000     | 421.840     | 84,9        | 26         | 13         | 13         | 13.769                    | 1       | 20        | 46        | 16         |
| 2004 | 358.000     | 421.840     | 84,9        | 25         | 14         | 11         | 14.320                    | 1       | 16        | 48        | 16         |
| 2010 | 357.000     | 445.000     | 80,2        | 26         | 15         | 11         | 13.730                    | 1       | 22        | 48        | 23         |
| 2014 | 374.000     | 467.000     | 80,1        | 25         | 15         | 10         | 14.960                    | 1       | 21        | 44        | 23         |
| 2017 | 356.960     | 465.690     | 76,7        | 29         | 19         | 10         | 12.308                    | 1       | 22        | 35        | 23         |
| 2020 | 341.850     | 446.800     | 76,5        | 31         | 22         | 9          | 11.027                    | 2       | 18        | 38        | 23         |
| 2022 | 331.000     | 453.000     | 73,1        | 22         | 22         |            | 15.045                    | 3       | 14        | 31        | 24         |